# SBM Offshore
SBM Offshore N.V. (Euronext : SBMO) est une holding regroupant plusieurs sociétés internationales, travaillant comme sous-traitants de l'industrie pétrolière et gazière.

## Activités
- Installations et équipements offshore, terminaux d'importation et d'exportation de pétrole brut, de produits raffinés et de gaz naturel liquéfié  unités flottantes de production et de stockage de produits pétroliers, systèmes de déchargement, plates-formes de production de pétrole et de gaz, fixes ou mobiles, semi-submersibles et à câbles tendus.

- Production pétrolière et gazière offshore.

- Sous-traitance de construction et d'installation offshore.

- Conception et d'ingénierie, fourniture de composants matériels spécifiques destinés notamment aux bateaux de forage, aux plates-formes de forage auto-élévatrices et semi-submersibles, aux grues offshore de grande capacité et aux systèmes d'élévation et de levage.

## Principaux actionnaires
Au 12 janvier 2020:
| HAL Investments                                  | 15,8% |
| BlackRock Investment Management                  | 7,34% |
| Capital Research & Management (Global Investors) | 5,69% |
| FIL Investment Advisors                          | 5,21% |
| Henderson Global Investors                       | 5,20% |
| Schroder Investment Management                   | 4,42% |
| Dimensional Fund Advisors                        | 4,21% |
| Fidelity Management & Research                   | 4,09% |
| Templeton Global Advisors                        | 3,58% |
| J.O. Hambro Capital Management                   | 3,08% |